# Rača
Rača (in serbo Рача?) è una città e una municipalità del distretto di Šumadija al centro della Serbia centrale.